# Eta Reticuli
Eta Reticuli (30 Reticuli) é uma estrela na direção da constelação de Reticulum. Possui uma ascensão reta de 04h 21m 53.22s e uma declinação de −63° 23′ 12.5″. Sua magnitude aparente é igual a 5.24. Considerando sua distância de 380 anos-luz em relação à Terra, sua magnitude absoluta é igual a −0.09. Pertence à classe espectral G7III.